# In Your Eyes (песня Нив Каваны)
In Your Eyes (рус. В твоих глазах) — песня авторства Джимми Уолша, исполняемая певицей Нив Каваной и победившая на конкурсе песни «Евровидение» в 1993 году со 187 баллами. Это была вторая подряд (из трёх в серии) победа Ирландии на данном конкурсе. Песня — о том, как девушка после одиночества нашла свою любовь, небо в руках любимого, и как это её изменило.
In Your Eyes возглавляла хит-парад Irish Singles Chart в 1993 году, и достигла 24 места в великобританском UK Singles Chart (5 недель в чарте).